# Румяна Дамянова
Румяна Иванова Дамянова е българска литературна критичка, историчка и културоложка; професор. Ръководител е на направление „Литература на Българското възраждане“ в Института за литература – Българската академия на науките (от 1995).

## Биография
Родена е на 4 март 1949 година в Лом. Завършва руската езикова гимназия „М. И. Калинин“ (1968) и след това завършва Българска филология в СУ „Св. Климент Охридски“ (1973). От 1975 година работи в Института за литература – БАН. От 1978 е командирована в Полша, Русия, Чехия, Румъния, като специализира в Полша към Института за литературни изследвания при ПАН (1979). Работните ѝ езици са руски, полски и английски.

## Научна кариера
Научните ѝ интереси са в областта на културата и литературата на Българското възраждане XVIII-XIX в. Изследва конструкциите на стереотипното, културните нагласи, механизмите и поведенческите модели през XIX век, писмата и писмовниците, клишетата и емоциите, паратекстовете на Възраждането (мото, предговори, послеслови, посвещения), обявленията, рекламата, литературноисторически процеси, образователни и възпитателни институции, литературни кръгове и дружества и др.
Защитава дисертация на тема „Писмата в културния и литературния живот на XIX век“ и получава научната степен кандидат на филологическите науки (сега доктор) (1987). Научен сътрудник I степен от 1988 г. и II степен (сега доцент) от 1995 г. Защитава докторска дисертация на тема „Отвъд текстовете: културни механизми на Възраждането“ и получава научната степен „доктор на филологическите науки“ (2006). Получава научната степен „професор“ с хабилитационения си труд „Емоциите в културата на Българското възраждане" (2008).

### Книги
1. Илия Волен. Литературна анкета. София: Български писател, 1980, 136 с.
2. Писмата в културата на Българското възраждане. Шумен: ГЛАУКС, 1995, 100 с. ISBN 954-8164-22-1
3. Отвъд текстовете: културни механизми на Възраждането[4]. София: ЕЛГАТЕХ, 2004, 336 с. ISBN 954-0617-07-6
4. Емоциите в културата на Българското възраждане[5][6][7]. София: СИЕЛА, 2008, 200 с. 978-954-28-0274-7

## Отличия
- 2009 – награда „Питагор“ за утвърден учен в обществените и хуманитарните науки.[8]
- Посветен на нея сборник „Сред текстовете и емоциите на Българското възраждане“.[9]